# Виртуоз (фильм, 2002)
«Виртуоз» (англ. The Piano Player) — американский кинофильм 2002 года.

## Сюжет
Богатый, коррумпированный адвокат Роберт Нил, живущий в Южной Африке, должен дать показания в суде против местного криминального авторитета Кристо, который будет освобождён из тюрьмы. Адвокат сам замешан в грязных денежных махинациях с Кристо и опасается за свою жизнь и жизнь своей дочери Эрики. Он не доверяет своим охранникам и за хорошие деньги нанимает личную охрану из Европы. Это телохранитель Алекс, человек с тёмным прошлым, пианист-любитель и виртуоз в своём деле. Алекс Лэни — киллер. С выбором телохранителя адвокат не прогадал. Когда личная охрана, опасаясь мести Кристо, предала Роберта, Алекс лично несколько раз спас жизнь Роберту и его дочери. Алекс умело использует автомобиль, как средство прикрытия от нападающих, а также профессионально стреляет «по-македонски». При освобождении Эрики Алекса ранят, и единственный шанс на спасение — это бегство вглубь страны, где в небольшой деревушке можно скрыться от преследования колдуна Кристо. Но для Роберта — этот побег стал возвращением в его детство, к любящим его людям. Для Эрики — временем примирения с родным отцом, которого она так плохо знала. Через несколько дней Кристо выпускают из тюрьмы. Он расправляется со своими сообщниками, которые упустили Нила, а затем лично отправляется на расправу с адвокатом. Кристо находит беглецов, но Роберт и Эрика успевают вывести жителей из деревни, среди опустевших хижин остается один Алекс. Он ещё слаб и становится легкой добычей колдуна.
Далее следует сцена жертвоприношения белого человека чёрным колдуном, под палящим южно-африканским солнцем, в полной тишине, на костре из детских игрушек. Но меткий выстрел Роберта уложил колдуна наповал. Возникает вопрос, зачем человеку, так владеющему оружием телохранитель. Разгадкой служит то, что существует некая связь между Алексом — талантливым пианистом, уроженцем ЮАР, осиротевшим в детстве от руки наёмного убийцы, и адвокатом Робертом Нилом.

## В ролях
- Кристофер Ламберт —  Алекс Лэни
- Деннис Хоппер —  Роберт Нил
- Диана Крюгер —  Эрика
- Саймон Мабиджа —  Кристо
- Джеймс Фоулкнер —  Николас Фаррел
- Мавонго Тиава —  Гача Мамбо
- Морган Хауелл —  маленький Роберт
- Кай Котзи —  маленький Алекс